# Katanga (Sud-Kivu)
Pour les articles homonymes, voir Katanga (homonymie).
 (février 2021).
- Si vous ne connaissez pas le sujet, laissez ce bandeau (vous pouvez alors contacter les auteurs).
- Si vous supprimez le contenu mis en cause (vous pouvez préalablement contacter les auteurs),

argumentez précisément cette suppression dans la page de discussion
(un manque de référence n'est pas un argument ; une recherche réelle de référence doit avoir été effectuée, être formellement documentée).
Katanga est une des trois communes constituant la ville de Baraka, située dans  la province du Sud-Kivu dans le territoire de Fizi, en République démocratique du Congo. Elle s'étend à l'est jusqu'au rives du lac Tanganyika, au sud jusqu'à la rivière Mutambala, à l'ouest le long de la rivière Luke, et au nord jusqu'à la rivière Mshimbakye. Souvent désigné comme le grenier du Sud-Kivu en raison de sa richesse agricole, Katanga abrite les plaines de Lobenga et de Kenya II, situées en bordure du lac Tanganyika et le long des deux rives de la rivière Mutambala. Ces plaines sont équipées d'une digue artificielle s'étendant sur huit kilomètres de long. On y trouve également l'aéroport de Malinde ainsi qu'un petit port fluvial sur les berges de la rivière Mutambala. En raison des nombreuses rives qui entourent cette commune de la ville de Baraka, ses habitants sont communément appelés riverains pour les hommes et riveraines pour les femmes. 
Il est important de souligner que c'est dans les écoles (primaire et le cycle d'orientation UMO-LUBENGA) de KATANGA que furent formés plusieurs détonateurs du développement qui ont favorisé l'érection de Baraka en ville par les gouvernements (national et provincial) de la RDC ensemble au peuple congolais[pas clair]. En territoire de Fizi, cette commune est nommée la cité où nait les éclairés, dans le langage locale, le balanga.
Cette commune a eu sa renommée à l'époque coloniale grâce à la société COTONCO (ESTAGRICO) qui supervisait les plantations des cotonniers, des caféiers, des palmiers, des bananiers. Il y avait aussi des fermes des bétails, des industries des pêches des colons Belges. À savoir, la baie Burton se trouve dans ce coin du pays et elle est un endroit propice pour la reproduction de la grande quantité des poissons du Lac Tanganyika et elle mesure 30 km de long, c'est-à-dire de Baraka jusqu'à Misha.
Il y a aussi des parcs à bois pour se reposer pendant l'été.
En territoire de Fizi, c'est à Katanga qu'a débuté la révolte contre les matraques et les corvées infligeés par les Belges aux gens de la zone de Fizi. Cette révolution a été conduit en 1957 par Émbolo, d'origine Bembe. Celui-ci avait informé les gens de saboter les directives des colons, en enfermant les colons Belges leur infligeant des coups de matraque comme récompenses à tous les coups que les Congolais ont subis du matin au soir pour la simple raison d'être noir.
Bita Tanganika, Ma'alwa Mabundu, Mcumbe Alinoti, Miléndé Msoshi, Mwalihasha Alinoti, Mwene Bolongo, Kalenga Mwana, Raphaël M'mekyanwa,  Kilozo Kitandala, Mulala Bahati, Ngeya, Bulunganya B uli mwenge (BuluBulu) et autres, ils ont été d'abord les enseignants ou les élèves à l'école Umo-Lubenga de Katanga avant d'entrer dans le développement ou dans la politique, tout ceci prouve l'idée du développement qu'ils ont reçu dès leur présence dans cette commune. De plus, les huit premières personnes citées sur la liste ci-haute sont nées dans cette commune.
C'est dans entité communale que les combattants Achinga Wa Nyassa, Mbuto Tanganika ex Lufombo et Nyembwe Milingita furent nés et enterrés.